# Biougra
Biougra (arabisch بيوڭرى, DMG Biyūgrā, auch fehlerhaft بيوكرة, DMG Biyūkra; taschelhit ⴱⵉⵢⴳⵯⵔⴰ Biygʷra, deutsch ‚„Ort mit den Fröschen“‘) ist die Hauptstadt der Provinz Chtouka-Aït Baha in der marokkanischen Region Souss-Massa. Der Ort hatte bis etwa 2018 den Status einer Municipalité (بلدية, DMG baladiyya), seit 2019 wird er auf den Ortsschildern als Ville (مدينة, DMG madīna) bezeichnet.

## Lage und Klima
Biougra liegt in einer Höhe von etwa 135 m im Südwesten Marokkos im Zentrum der Chtouka-Ebene vor den westlichen Ausläufern des Antiatlas-Gebirges und etwa 25 km Luftlinie vom Atlantik entfernt. Es ist ein Verkehrsknotenpunkt, von dem Straßen in mehreren Richtungen abgehen: Über die Straße R105 erreicht man Aït Melloul und Inezgane im Nordwesten nach etwa 20 km, von dort sind es wenig mehr als 10 km bis nach Agadir. Die schnell wachsende Kleinstadt Aït Baha befindet sich etwa 32 km südöstlich; von dort sind es weitere 90 km bis nach Tafraoute. Der Flughafen Al Massira liegt mit direkter Straßenanbindung ca. 13 km nördlich von Biougra. Nach Westen besteht Anschluss an die Küstenschnellstraße N1 nach Tiznit.
Das Klima in Biougra ist meist warm und trocken, bei im Sommer gelegentlich auftretender Ostlage kann es auch für einige Tage sehr heiß werden; Regen (ca. 150 mm/Jahr) fällt in der Regel nur an wenigen Tagen im Winterhalbjahr.

## Bevölkerung
Offizielle Bevölkerungsstatistiken werden erst seit 1994 geführt und veröffentlicht.
| Jahr      | 1994   | 2004   | 2014   | 2024   |
| Einwohner | 13.885 | 25.928 | 37.933 | 50.626 |

Die Mehrheit der Einwohner von Biougra sind Berber des Stammes der Aschtukn (tifinagh: ⴰⵛⵜⵓⴽⵏ), auch im öffentlichen Leben wird neben Marokkanisch-Arabisch mehrheitlich Taschelhit gesprochen. Der Bevölkerungsanstieg ist im Wesentlichen auf die Zuwanderung von Berberfamilien aus den umliegenden Bergregionen zurückzuführen.

## Wirtschaft und Verwaltung
Als Verwaltungszentrum der Provinz Chtouka-Aït Baha ist die Stadt nicht nur Sitz des Provinzgouverneurs mit einem repräsentativen Amtssitz, sondern auch vieler Behörden (z. B. Finanzamt, Katasteramt (ANCFCC), Nationales Amt für Elektrizität und Trinkwasser (ONEE), Königliche Gendarmerie) und eines Krankenhauses; daneben finden sich Filialen aller wichtigen marokkanischen Banken. Seit Anfang 2018 wird ein neues kombiniertes Gebäude für ein Gericht erster Instanz und ein Familiengericht erbaut. Es gibt mehrere öffentliche und private Schulen und eine Berufsfeuerwehr. Die wichtigste Rolle im Wirtschaftsleben der Stadt spielen jedoch Kleinhandel und Kleinhandwerk, sowie der montags stattfindende Wochenmarkt, der große Bedeutung auch für die umliegenden Dörfer besitzt.
Rund um die Stadt gibt es sehr viele landwirtschaftliche Domänen, die in Treibhäusern Obst und Gemüse – auch für den Export nach Europa – produzieren. Gut 20 km östlich von Biougra befindet sich seit 2012 ein neu errichtetes Zementwerk. Viele Männer leben und arbeiten in den Städten des Nordens oder in Frankreich, so dass der Ort in hohem Maße von Geldtransferleistungen profitiert.

## Sehenswürdigkeiten
Die Stadt verfügt – außer dem montags stattfindenden Markt mit seinem traditionellen Handel von Vieh, Getreide, Obst und Gemüse, sowie ein wenig Kunsthandwerk – über keine touristischen Attraktionen, bietet jedoch als Provinzhauptstadt einen relativ gepflegten Eindruck und eignet sich gut für Ausflüge zu den Igudar der verschiedenen Berberstämme im östlichen Hinterland (Ighil, Inoumar, Imi Mqourn, Imchiguegueln u. a.).

## Kultur
Der Ort besitzt ein Kulturzentrum und in unregelmäßigen Abständen finden große Festivals für Taschelhit-Musik statt, wie das Festival Imurig (tifinagh: ⵉⵎⵓⵔⵉⴳ).

## Galerie

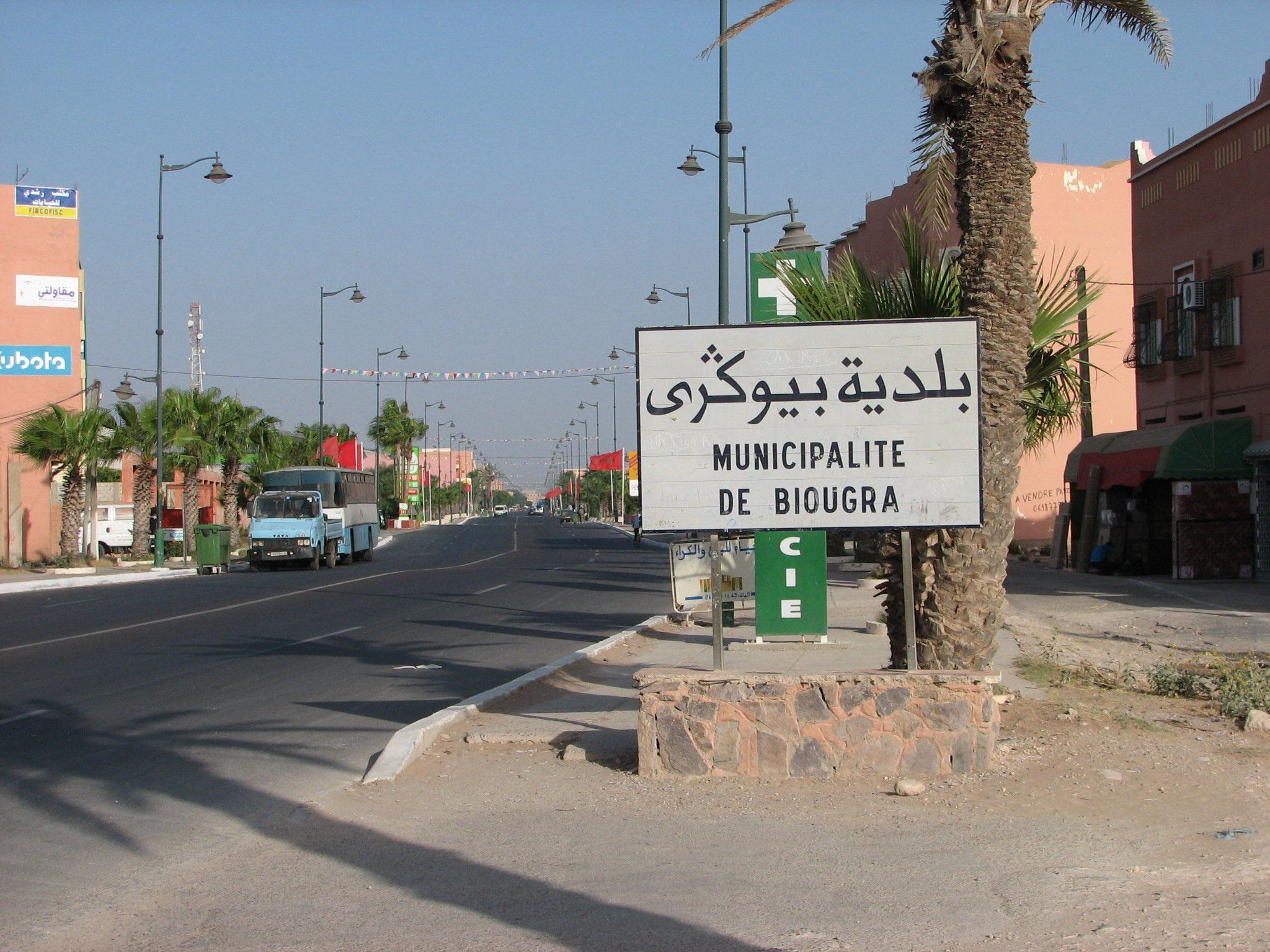
Ortsschild von Biougra (2010)
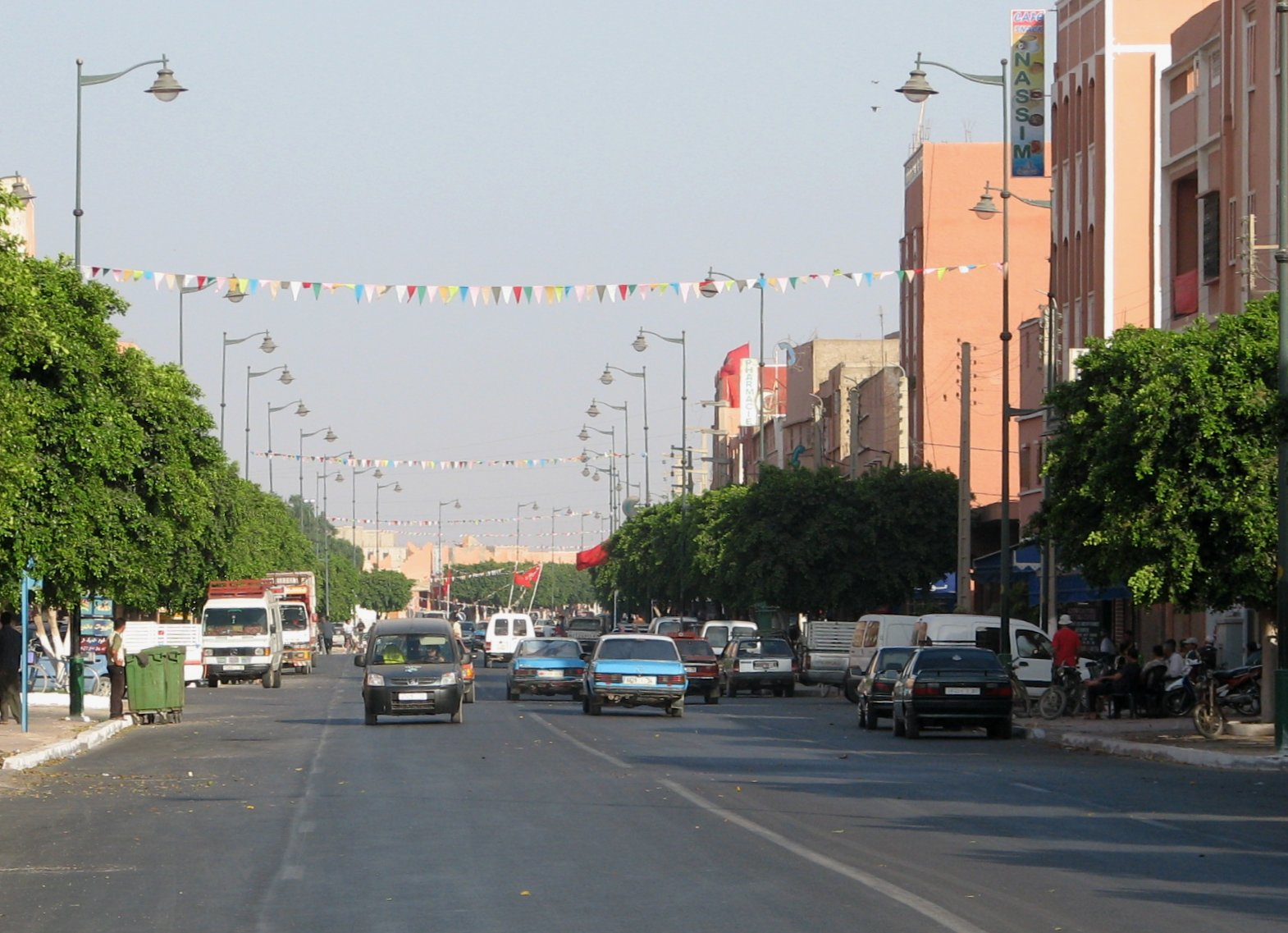
Avenue Hassan II. in Biougra
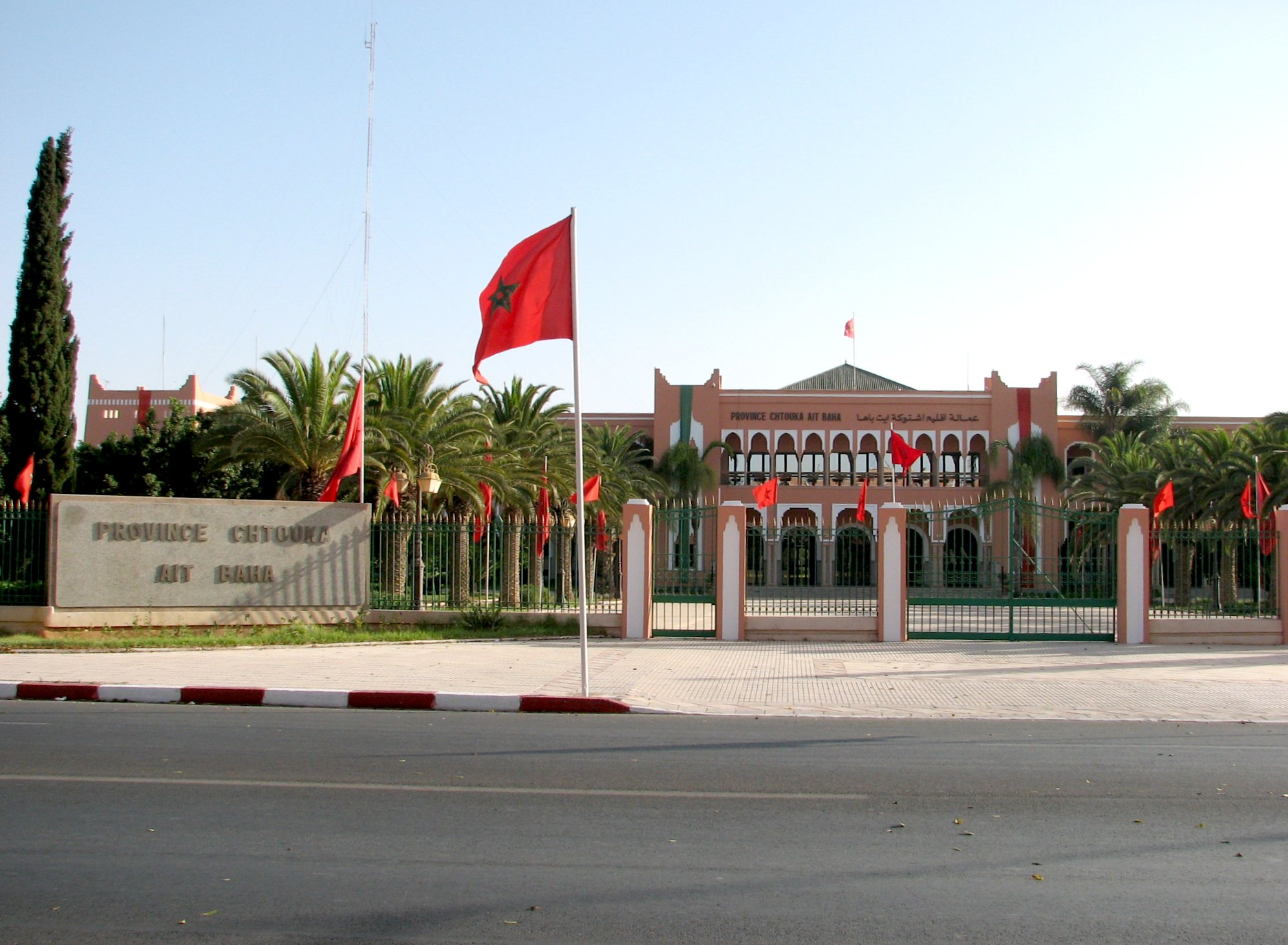
Verwaltung der Provinz Chtouka-Aït Baha
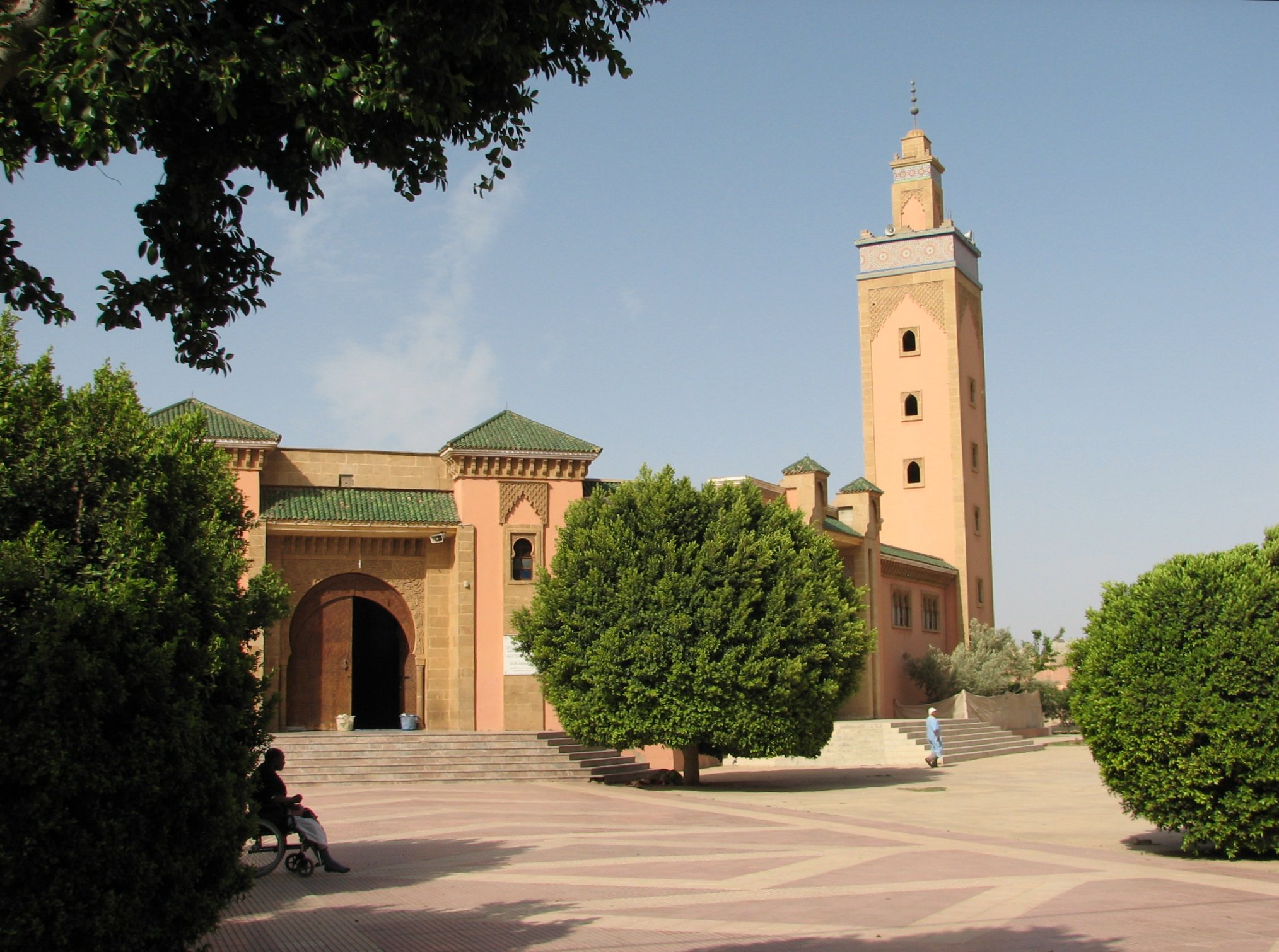
Moschee al-Imam Muhammad bin Sulayman al-Jazuliyy